# Conveni de Rotterdam
El Conveni de Rotterdam sobre el procediment de consentiment fonamentat previ aplicable a certs plaguicides i productes químics perillosos objecte de comerç internacional va entrar en vigor el 24 de febrer de 2004.
La primera reunió de la Conferència de les Parts del Conveni de Rotterdam va tenir lloc del 20 al 24 de setembre de 2004 a Ginebra i la segona del 27 al 30 de setembre de 2005 a Roma.
El Conveni representa un pas important per garantir la protecció de la població i el medi ambient de tots els països dels possibles perills que comporta el comerç de plaguicides i productes químics altament perillosos. Contribuirà a salvar vides i protegir el medi ambient dels efectes adversos dels plaguicides tòxics i altres productes químics. Establirà una primera línia de defensa contra les tragèdies futures impedint la importació no desitjada de productes químics perillosos, en particular, en els països en desenvolupament. En donar a tots els països la capacitat de protegir-se contra els riscos de les substàncies tòxiques, haurà posat a tots en peus d'igualtat i elevat les normes mundials de protecció de la salut humana i el medi ambient.

## Període de transició
La Conferència de Plenipotenciaris, es va celebrar en Rotterdam al setembre de 1998, adoptant el text del Conveni de Rotterdam i la Resolució sobre els arranjaments provisionals. Entre setembre de 1998 i febrer de 2004 el Conveni va ser implementat sobre bases voluntàries.
La primera reunió de la Conferència de les Parts, va adoptar un període de transició de dos anys des de l'entrada en vigor del Conveni (del 24 de febrer de 2004 al 24 de febrer de 2006). També va definir el paper dels Estats Participants durant el període de transició.

## Països participants

A data del 23 de novembre de 2005 eren 100 els països signataris del Conveni de Rotterdam: Alemanya, Argentina, Armènia, Aràbia Saudita, Austràlia, Àustria, Bèlgica, Belize, Benín, Bolívia, Brasil, Bulgària, Burkina Faso, Camerun, Canadà, Colòmbia, Txad, Xile, Xina, Illes Cook, Costa d'Ivori, Eritrea, Eslovènia, Espanya, Dinamarca, Equador, El Salvador, Unió dels Emirats Àrabs, Etiòpia, Comunitat Europea, Finlàndia, França, Gabon, Gàmbia, Ghana, Grècia, Guatemala, Guinea, Guinea Equatorial, Hongria, Índia, Irlanda, Itàlia, Jamaica, Japó, Jordània, Kenya, Kuwait Kirguizstan, Líbia, Letònia, Liechtenstein, Lituània, Luxemburg, Malàisia, Mali, Illes Marshall, Maurici, Mauritània, Mèxic, Mongòlia, Namíbia, Nigèria, Noruega, Nova Zelanda, Oman, Països Baixos, Pakistan, Panamà, Paraguai, Perú, Polònia, Portugal, Regne Unit, Síria, República Txeca, República Democràtica del Congo, Corea del Nord, Tanzània, Romania, Ruanda, Samoa, Senegal, Singapur, Sud-àfrica, Sudan, Suècia, Suïssa, Surinam, Tailàndia, Togo, Ucraïna, Uruguai, República Dominicana i Veneçuela.

## Procediments
El procediment de «Consentiment Fundat Previ» és un mecanisme per obtenir i difondre oficialment les decisions de la Parts importadores sobre si desitgen rebre en el futur expedicions dels productes químics enumerats en l'Annex III del Conveni i per garantir el compliment d'aquestes decisions per les Parts exportadores.
Per a cada producte químic enumerat en l'Annex III subjecte al procediment de CFP, es prepara un document d'orientació per a l'adopció de decisions i es remitent a totes les Parts. La finalitat d'aquest document és ajudar als governs a avaluar els riscos associats a la manipulació i utilització del producte químic en qüestió i a adoptar decisions més fonamentals sobre la seva importació i utilització en el futur, tenint en compte les condicions locals.

## Plaguicides reglamentats
1. Alcohol al·lílic;
2. Alaclor;
3. Aldrina;
4. Benomi;
5. Binapacril;
6. Captafol;
7. Carbofurà;
8. Clordà;
9. Clordimeform;
10. Clorobencilat;
11. Compostos de mercuri;
12. Crisotil;
13. Cihexatina o el seu nom comercial Plictran;
14. DBCP;
15. DDT;
16. Dicofol;
17. Dieldrina;
18. Dinoseb;
19. DNOC;
20. EDB;
21. EDB (plaguicida);
22. Endrina;
23. Fentió;
24. Fosfamidon;
25. Fosfat de tris;
26. Furfural;
27. HCH;
28. Heptaclor;
29. Hexaclorobencè;
30. Lindà;
31. Metil paratió;
32. Methamidofos;
33. Mirex;
34. Monocrotofós;
35. Òxid d'etilè;
36. Òxid de Tributilestany; 
  1. TBTO;
  2. Benzoat de Tributilestany;
  3. Clorur de Tributilestany;
  4. Fluorur de Tributilestany;
  5. Linoleat de Tributilestany;
  6. Metacrilat de Tributilestany;
  7. Naftenat de Tributilestany;
37. Paration;
38. PBB;
39. PCB;
40. PCP;
41. PCT;
42. Pentaclorofenol;
43. Plaguicides en pols seca;
44. Tiram;
45. Toxafè;
46. Trifenils policlorats;
47. 2,4,5-T.